# El Tala (Argentine)
Pour les articles homonymes, voir El Tala.
Ne doit pas être confondu avec El Talar.
El Tala est une localité argentine située dans la province de Salta et dans le département de La Candelaria.

## Démographie
Sa population était de 2 632 habitants en 2010, soit une augmentation de 13 % par rapport au recensement de 2001. Il y a 8 012 habitants qui vivent dans la ville.

## Sismologie
La sismicité de la province de Salta est fréquente et de faible intensité, avec un silence sismique de séismes moyens à graves tous les 40 ans.
- Séisme de 1930 : bien que de telles catastrophes géologiques se produisent depuis la préhistoire, le séisme du 24 décembre 1930[1], a marqué une étape importante dans l'histoire des événements sismiques à Jujuy, classé 6,4 sur l'échelle de Richter. Mais même en prenant les meilleures précautions nécessaires et/ou en restreignant les codes de construction, aucun changement ne s'est fait ressentir[2]
- Séisme de 1948 : séisme qui s'est produit le 25 août 1848 et qui est classé 7,0 sur l'échelle de Richter, il a détruit des bâtiments et ouvert de nombreuses fissures dans de vastes zones[1],[2]
- Séisme de 2010 : apparu le 27 février 2010 et classé 6,1 sur l'échelle de Richter.

## Personnalités
- Lola Mora (lieu de naissance débattu)[3],[4].
- Marcos Tames (1917-1992), folkloriste argentin.
- Miguel Antonio Juárez (1931-1982) : footballeur argentin au sein du Club Atlético Rosario Central